# 瑪希敦大學
瑪希敦大學（英語：Mahidol University，泰語：มหาวิทยาลัยมหิดล），又稱馬希竇大學、瑪希敦醫學大學、瑪希隆大学， 是泰國首座高等教育機構，起初為西里拉醫院附屬的醫學院，成立於1890年。1943年升格為醫學大學，1969年更名為瑪希敦大學，現已成為一所綜合性研究型大學。該校以泰國現代醫學和公共衛生的奠基人、已故泰王拉瑪八世和拉瑪九世的父親宋卡親王瑪希敦·阿杜德的名字命名。洛克斐勒基金會對該校的資助超過十年，使其得到國際上的廣泛認可。自1969年起，瑪希敦大學一直致力於醫學、健康科學和基礎科學的研究與教學。近年來，泰國許多先進的醫學設備都設立於瑪希敦大學。在2016學年，其醫學系的錄取率低至0.4%。
經過數十年的發展，特別是基金會的資助，瑪希敦大學得以擴展其學術範疇。截至2020年12月，該校擁有17個系所、9個研究單位、6個學院、6個校區以及2所附屬高中，是泰國最著名的大學之一。
在2017-18學年度，瑪希敦大學共有30,466名學生，其中280人修讀證書課程、20,644名本科生、82名研究所證書班學生、6,590名碩士研究生和2,164名博士研究生。研究生占比22%，其中包含來自45個國家的國際學生。在2017-18年度，該校有3,491名教職員，其中161位教授，其餘89%的教職員持有博士學位或相當學位。瑪希敦大學附屬醫院擁有3,700張床位，每年服務約100,000名病患，並在社區提供服務，約有240萬人次受益（其中約20萬人接受牙科保健）。
瑪希敦大學以其卓越的教學、研究和專業服務在泰國享有盛名。過去二十年中，該校的教職員和校友共獲得泰國國家研究會（NRCT）頒發的4座Magsaysay獎、8座傑出科學獎、12座傑出發明獎和18座傑出研究獎。在2021年QS世界大學排名中，瑪希敦大學位居全球第252位，亞洲排名第44位。

## 學部

### 學部
瑪希隆大學實行學分制度，目前設有629個教學和研究項目，涵蓋健康科學、科技、社會科學與人文學科，以及泰語和國際課程。該校在培養博士級畢業生方面在全國數量最多，因此在2006年獲得了國際教育集團頒發的傑出服務企業類總理出口獎，該獎項旨在表彰瑪希隆大學作為最受外國學生歡迎並廣受認可的教育機構。頒獎典禮於2006年8月28日星期一在桑蒂邁特里大樓的總理府舉行。
瑪希隆大學由17個學院、10個研究所、6個學院、3個校區以及眾多不同部門組成，並擁有多個附屬機構。其中一些學院的學生會參與瑪希隆大學的教學與學習活動，而某些機構則提供獨立的課程。

#### 組別
- 牙醫學院
- 醫學技術學院
- 護理學院
- 拉瑪提菩提醫學院
- 詩里拉醫學院
- 藥學院
- 理學院
- 文學院
- 信息通信技術學院
- 工程學院
- 物理治療學院
- 熱帶醫學院
- 社會科學與人文學院
- 獸醫學院
- 公共衛生學院
- 環境資源學院
- 研究所

#### 大學
- 管理學院
- 音樂學院
- 國際學院
- 拉差蘇達學院
- 體育科技學院
- 宗教學院

#### 機構
- 學習創新學院
- 東盟衛生發展研究所
- 人口社會研究所
- 亞洲語言文化研究所
- 體育分析科學與物質研究所
- 營養研究所
- 分子生物科學研究所
- 國家兒童與家庭發展研究所
- 人權和平研究所
- 技術創新管理學院

### 研究所
| - 東盟健康發展研究所 - 創新學習研究所 - 人口與社會研究所 - 分子生物科學研究所 - 營養學研究所 - 科技研發研究所 - 國家兒童和家庭發展研究所 - 亞洲語言和文化研究學院 - 國家藥物控制中心 - 國家實驗動物中心 - 瑪希敦大學-牛津大學熱帶醫學研究單位(MORU) |

### 獨立學院(College)
- 管理學院
- 音樂學院
- 宗教研究學院
- 體育科技學院
- 瑪希敦大學國際學院
- Ratchasuda學院

### 附屬機構
| - Faculty of Medicine, Vajira Hospital - Praboromarajchanok Institute - Maharaj Nakhon Ratchasima Hospital - Sawanpracharak Hospital - Maharaj Nakorn si thammarat Hospital - Ratchaburi Hospital - Phramongkutklao College of Medicine - 泰國皇家陸軍護理學院 - 泰國皇家空軍護理學院 - 泰國皇家海軍護理學院 | - Praboromarajchanok Institute - Boromarajonani College of Nursing, Bangkok - Boromarajonani College of Nursing, Changwat Nonthaburi - Boromarajonani College of Nursing, Jakkrerat - Boromarajonani College of Nursing, Chainat - Boromarajonani College of Nursing, Saraburi - Boromarajonani College of Nursing, Ratchaburi - Boromarajonani College of Nursing, Suphanburi - Boromarajonani College of Nursing, Prabudhabat - Sirindhorn College of Public Health, Chonburi - Prajomkual College of Nursing, Changwat Petchburi |

### 附屬高中
- Mahidol Wittayanusorn School (MWIT)
- Mahidol University International Demonstration School (MUIDS)

## 國際協助
由洛克斐勒基金會的資助分為兩各不同的階段時期。第一個時期(1923-1935)始於瑪希敦王子邀請洛克斐勒基金會認證瑪希敦大學之醫學課程。「醫學院學前二年」計畫包含許多配合醫學的科學課程，並使用有現代設備的實驗室。第二個時期(1962-1974)洛克斐勒基金會與泰國王室建立「科學系」，目的在於將瑪希敦大學建設成科學中心。初始階段，國外客座教授參與建立此科系，待優異的泰國學生學成回校服務，方可取代國外客座教授。30年之內，研究課程培育出2000多位工科碩士及125博士。瑪希敦大學亦被視為泰國的現代科學研究的起點。

## 國際課程
工學系之研究所課程（碩士班自1962年起、博士班自1967年起）皆以英語授課、開會、考試。自1973-74年起，醫學院預備學校的課程也以英語授課，直到泰國政府認為醫學院大學課程應以母語授課為止。

### 國際學院
瑪希敦大學國際學院（英語：Mahidol University International College）成立於1986年，是泰國第一所公立頂尖國際學院，在國內以其優質博雅教育及國際環境享譽盛名。
創立至今34年，國際學院獲得了包括來自AACSB、UNWTO、ASEAN University Network、ACNC等國際機構與組織的認證。此外，瑪希敦大學國際學院與朱拉隆功大學Sasin School of Management是目前唯二獲得泰國商務部頒發之泰國信任標籤(Thailand Trust Mark)的教育機構。
瑪希敦大學國際學院是校內唯一提供國際學士學位的學院，共有18個科系。

商業管理學士 （B.B.A)

- 商業經濟
- 金融
- 國際企業
- 市場營銷

藝術學學士 （B.F.A)
- 傳媒設計

文理雙學士 （B.A.Sc.)
- 創新科技

工程學學士 (B.Eng.)
- 電腦工程

文學士 (B.A.)
- 國際關係
- 跨文化與語言學

傳理學學士 (B.Com.Arts.)
- 媒體及傳播

理學士 (B.Sc.)
- 應用數學
- 生物科學
- 化學
- 環境科學
- 電腦科學
- 物理
- 食品科學與技術

管理學學士 (B.M.)
- 觀光與服務業

## 國際研究
泰國早期(1964-1983)的科學研究，本地贊助金額不多，因此國外機構的贊助如WHO、洛克斐勒基金會、福特基金會或美國國衛院都是主要的來源。近年來泰國政府成立兩個研究贊助機構－國家科技發展會 (包含三個中心：BIOTEC, MTEC and NECTEC) 及)，同時國外的贊助漸次減少。
近期的研究指出，在泰國大學院校出版的科學(包含醫學)期刊中有51%皆出自瑪希敦大學。在1982-1995年泰國出版刊物中有50%的引言出自瑪希敦大學。而65位最常被引用文章內容的作者中就有50位是瑪希敦大學的教員。
泰國出版刊物中少數符合國家資料庫標準的，多數由瑪希敦大學的教員擔任主編或編輯群，包含the Journal of the Science Society of Thailand、Journal of the Medical Association of Thailand、Southeast Asian Journal of Tropical Medicine and Public Health、and Asian Pacific Journal of Allergy and Immunology。

## 排名

### QS世界大學排名
- 2018年：世界第334位，亞洲第58位，全國第2位。[3]
- 2019年：世界第380位，亞洲第52位，全國第2位。[4]
- 2020年：世界第314位，亞洲第48位，全國第2位。[5]
- 2021年：世界第252位，亞洲第44位，全國第2位。[6]

### 世界大學學術排名
- 2018年：世界第501-600位，全國第1位。[7]
- 2019年：世界第401-500位，全國第1位。[8]
- 2020年：世界第401-500位，全國第1位。[9]

### 泰晤士高等教育世界大學排名
- 2018年：世界第501-600位，全國第1位。[10]
- 2019年：世界第601-800位，全國第1位。[11]
- 2020年：世界第601-800位，亞洲第122位，全國第1位。[12]
- 2021年：世界第601-800位，全國第1位。[13]

### U.S. News Best Global Universities Rankings
- 2021年：世界第511位，亞洲第89位，全國第1位。[14]

### 莫斯科全球大學排名
- 2018年：世界第471位，全國第2位。[15]
- 2019年：世界第428位，全國第2位。[16]
- 2020年：世界第399位，全國第1位。[16]

## 姊妹校、盟校、合作機構
| 中華民國（臺灣） | 國立中正大學           |
|                  | 臺北市立大學           |
|                  | 國立台灣大學           |
|                  | 臺北醫學大學           |
|                  | 逢甲大學               |
|                  | 國立成功大學           |
|                  | 中國醫藥大學           |
|                  | 國立政治大學           |
|                  | 慈濟大學               |
|                  | 國立清華大學           |
|                  | 中央研究院             |
|                  | 中山醫學大學           |
|                  | 高雄醫學大學           |
|                  | 國立中央大學           |
|                  | 國立陽明交通大學       |
|                  | 國立中山大學           |
| 香港             | 香港大學               |
|                  | 香港中文大學           |
|                  | 香港理工大學           |
|                  | 嶺南大學               |
| 中华人民共和国   | 北京大學               |
|                  | 上海交通大學           |
|                  | 西交利物浦大學         |
|                  | 江西財經大學           |
|                  | 北京語言大學           |
|                  | 復旦大學               |
|                  | 華中科技大學           |
|                  | 南京大學               |
|                  | 華南理工大學           |
|                  | 天津大學               |
| 新加坡           | 南洋理工大學           |
|                  | 新加坡國立大學         |
|                  | 新加坡管理大學         |
|                  | 首爾大學               |
|                  | 延世大學               |
|                  | 慶熙大學               |
|                  | 漢陽大學               |
|                  | 亞洲大學               |
|                  | 梨花女子大學           |
|                  | 浦項工科大學           |
|                  | 拉籌伯大學             |
|                  | 雪梨科技大學           |
|                  | 昆士蘭大學             |
|                  | 麥覺理大學             |
|                  | 昆士蘭科技大學         |
|                  | 科廷大學               |
|                  | 迪肯大學               |
|                  | 福林德斯大學           |
|                  | 格里菲斯大學           |
|                  | 詹姆士庫克大學         |
|                  | 西澳大學               |
|                  | 阿德萊德大學           |
| 加拿大           | 萨斯喀彻温大学         |
|                  | 維多利亞大學           |
|                  | 蒙特利爾大學           |
|                  | 阿爾伯塔大學           |
|                  | 英屬哥倫比亞大學       |
| 法國             | 奧爾良大學             |
|                  | 高等經濟商業學院       |
| 日本             | 大阪大學               |
|                  | 北海道大學             |
|                  | 京都大學               |
|                  | 千葉大學               |
|                  | 青山學院大學           |
|                  | 廣島大學               |
|                  | 國際基督教大學         |
|                  | 東京醫科齒科大學       |
|                  | 早稻田大學             |
|                  | 東京大學               |
| 新西兰           | 奧塔哥大學             |
|                  | 萊登大學               |
|                  | 烏特勒支大學           |
| 英国             | 伯明罕大學             |
|                  | 曼徹斯特大學           |
|                  | 布里斯托大學           |
|                  | 格拉斯哥大學           |
|                  | 薩塞克斯大學           |
|                  | 杜倫大學               |
|                  | 倫敦國王學院           |
|                  | 利物浦大學             |
|                  | 利茲大學               |
|                  | 雷丁大學               |
|                  | 約克大學               |
| 美国             | 威斯康辛大學麥迪遜分校 |
|                  | 加州州立大學長堤分校   |
|                  | 夏威夷太平洋大學       |
|                  | 史丹森大學             |
|                  | 凱斯西儲大學           |
|                  | 堪薩斯州立大學         |
|                  | 紐約州立大學           |
|                  | 塔夫茨大學             |
|                  | 加州大學爾灣分校       |
|                  | 賓夕法尼亞大學         |
|                  | 德克薩斯大學奧斯汀分校 |
|                  | 華盛頓州立大學         |
|                  | 加州大學洛杉磯分校     |
|                  | 約翰霍普金斯大學       |
|                  | 俄亥俄州立大學         |
|                  | 亞利桑那州立大學       |
|                  | 耶魯大學               |
| 沙烏地阿拉伯     | 費薩爾國王大學         |
| 葡萄牙           | 布達佩斯商學院         |
| 丹麦             | 哥本哈根商學院         |
| 爱尔兰           | 三一學院               |
|                  | 都柏林大學學院         |
| 荷蘭             | 格羅寧根大學           |
|                  | 阿姆斯特丹大學         |

## 知名校友
（註：括號內的為藝人的小名或中文名（如有））
- 丘普朗·阿瑞昆（Cherprang），泰國女團BNK48隊長。
- 查農·桑提納同庫（Non），泰國知名男演員，以電影模犯生而聞名。
- 亞瑞克·阿莫蘇帕西瑞，泰國男艺人。
- 肯娜苒·翁卡鍾凱，泰國知名女演員。
- 朱拉蓬公主，泰國公主，為現任泰國國王玛哈·哇集拉隆功的妹妹。
- 阿提亞通吉迪坤公主，泰國公主，為朱拉蓬公主的女兒。
- 索姆沙克·莊春拉斯（英语：Somsak Chunharas），前泰國公共衛生部副部長。
- Ekachai Jearakul，泰國知名古典吉他手。
- Dipendra Jha，尼泊爾知名律師。
- 甘·純郝哇（英语：Gunn Junhavat）（Gunn），泰國男演員。
- Krasae Chanawongse，泰國知名學者，前泰國外交部部長。

|
- Jirakit Kuariyakul，泰國男演員。

|
- Sireethorn Leearamwat，泰國女模特，第58屆國際小姐冠軍。

|
- Prommin Lertsuridej，前泰國副總理，前泰國能源部長。

|
- Pahlawan Mohanadas，馬來西亞知名醫學學者。

|
- Mongkol Na Songkhla，前泰國公共衛生部部長。

|
- Naraporn Chan-o-cha，泰國知名學者，前任泰國總理巴育·占奥差夫人。

|
- Phum Viphurit，泰國知名男歌手。

|
- Pornthip Rojanasunand，泰國知名醫生，法醫病理學學者。

|
- 奈哈·西貢索邦，泰國知名男演員。

|
- Surapol Issaragrisil，泰國知名醫學學者。

|
- Ngamta Thamwattana，泰國知名數學學者，澳洲紐卡斯爾大學教授。

|
- Prasert Thongcharoen，泰國知名病理學專家。

|
- Weng Tojirakarn，泰國知名醫師，反獨裁民主聯盟代表人物。

|
- Winai Dahlan，泰國知名實驗室Halal Science Center創辦人。

|
- Cheery Zahau，緬甸知名人權學者。

## 校園

### Salaya校區（主校區）
Salaya校區於1982年落成，位於曼谷近郊佛統府，佔地面積520英畝，為瑪希敦大學的主要教學校區。

### Phayathai校區（曼谷校區）
Phayathai校區鄰近勝利紀念碑，交通便利，佔地面積78英畝，此校區以醫學相關專業為主。

### Bangkok Noi校區（曼谷校區）
Bangkok Noi校區為最早建立的校區，建於1890年，座落於泰國最古老與最大的醫院-西里拉醫院。

### Kanchanaburi校區
Kanchanaburi校區位於泰國中部北碧府，於2002年年中完工，佔地面積2370英畝。此校區建立的初衷為帶動偏鄉地區發展、創造當地就業機會及提高人民的生活水平。

### Nakhon Sawan校區
Nakhon Sawan校區與Kanchanaburi校區的建立初衷相同，此校區位於泰國北部北欖坡，於2004-2005年年間開始招收學生。